# シモーネ・ミッシローリ
シモーネ・ミッシローリ（Simone Missiroli、1986年5月23日 - ）はイタリアの元サッカー選手。現役時代のポジションはMF。

## 経歴
レッジョ・ディ・カラブリア出身であり、地元のレッジーナ・カルチョでプロキャリアを始めた。2011年1月にはカリアリ・カルチョに100万ユーロで期限付き移籍。
2012年1月4日、セリエBのUSサッスオーロ・カルチョに350万ユーロで移籍した。2016年1月11日にはサッスオーロと4年半契約を新たに締結した。
2018年8月17日、S.P.A.L.に移籍した。
2021年9月26日、チェゼーナFCに移籍した。